# Lonicera oreodoxa
Lonicera oreodoxa är en kaprifolväxtart som beskrevs av Harry Sm. och Alfred Rehder. Lonicera oreodoxa ingår i släktet tryar, och familjen kaprifolväxter. Inga underarter finns listade i Catalogue of Life.